# Driedaagse van De Panne-Koksijde 2014
De 38e editie van het Driedaagse van De Panne-Koksijde vond in 2014 plaats van 1 tot 3 april. De start was in De Panne, evenals de finish. De ronde maakte deel uit van de UCI Europe Tour 2014, in de wedstrijdcategorie 2.HC. In 2013 won de Fransman Sylvain Chavanel. In 2014 won Guillaume Van Keirsbulck.

## Deelnemende ploegen
| WorldTour               | ProContinentaal             | Continentaal                  |
| ----------------------- | --------------------------- | ----------------------------- |
| Omega Pharma-Quick-Step | Topsport Vlaanderen-Baloise | Team 3M                       |
| Lotto-Belisol           | Wanty-Groupe Gobert         | Vastgoedservice Golden Palace |
| Cannondale              | Androni Giocattoli          | Veranclassic-Doltcini         |
| Astana                  | Bardiani CSF                |                               |
| FDJ.fr                  | Caja Rural-Seguros RGA      |                               |
| Lampre-Merida           | MTN-Qhubeka                 |                               |
| Orica-GreenEdge         | Team NetApp-Endura          |                               |
| Team Europcar           | Unitedhealthcare            |                               |
| Giant-Shimano           | Neri Sottoli.it-Yellow Fluo |                               |
| Katjoesja               |                             |                               |

## Etappe-overzicht
| etappe | datum   | start    | finish   | afstand       | winnaar       | klassementsleider        |
| ------ | ------- | -------- | -------- | ------------- | ------------- | ------------------------ |
| 1e     | 1 april | De Panne | Zottegem | 201 km        | Peter Sagan   | Peter Sagan              |
| 2e     | 2 april | Zottegem | Koksijde | 206 km        | Sacha Modolo  | Gert Steegmans           |
| 3e (a) | 3 april | De Panne | De Panne | 109,7 km      | Sacha Modolo  | Gert Steegmans           |
| 3e (b) | 3 april | De Panne | De Panne | 14,3 km (ITT) | Maciej Bodnar | Guillaume Van Keirsbulck |

## Etappe-uitslagen

### 1e etappe
| De Panne – Zottegem (201 km) |                   |                               |          |
| Plaats                       | Naam              | Ploeg                         | Tijd     |
| Winnaar                      | Peter Sagan       | Cannondale                    | 4u29'39" |
| 2                            | Oscar Gatto       | Cannondale                    | z.t.     |
| 3                            | Kenneth Vanbilsen | Topsport Vlaanderen-Baloise   | z.t.     |
| 4                            | Gert Steegmans    | Omega Pharma-Quick-Step       | z.t.     |
| 5                            | Laurens De Vreese | Wanty-Groupe Gobert           | z.t.     |
| 6                            | Mauro Finetto     | Neri Sottoli.it-Yellow Fluo   | z.t.     |
| 7                            | Vincent Jérôme    | Team Europcar                 | z.t.     |
| 8                            | Niki Terpstra     | Omega Pharma-Quick-Step       | z.t.     |
| 9                            | Jérôme Baugnies   | Wanty-Groupe Gobert           | z.t.     |
| 10                           | Sander Cordeel    | Vastgoedservice Golden Palace | z.t.     |

| Algemeen klassement |                   |                               |          |
| Plaats              | Naam              | Ploeg                         | Tijd     |
| Witte trui          | Peter Sagan       | Cannondale                    | 4u29'29" |
| 2                   | Oscar Gatto       | Cannondale                    | +4"      |
| 3                   | Kenneth Vanbilsen | Topsport Vlaanderen-Baloise   | +6"      |
| 4                   | Gert Steegmans    | Omega Pharma-Quick-Step       | +7"      |
| 5                   | Laurens De Vreese | Wanty-Groupe Gobert           | +10"     |
| 6                   | Mauro Finetto     | Neri Sottoli.it-Yellow Fluo   | z.t.     |
| 7                   | Vincent Jérôme    | Team Europcar                 | z.t.     |
| 8                   | Niki Terpstra     | Omega Pharma-Quick-Step       | z.t.     |
| 9                   | Jérôme Baugnies   | Wanty-Groupe Gobert           | z.t.     |
| 10                  | Sander Cordeel    | Vastgoedservice Golden Palace | z.t.     |

### 2e etappe
| Zottegem – Koksijde (206 km) |                    |                             |          |
| Plaats                       | Naam               | Ploeg                       | Tijd     |
| Winnaar                      | Sacha Modolo       | Lampre-Merida               | 4u28'15" |
| 2                            | Arnaud Démare      | FDJ.fr                      | z.t.     |
| 3                            | Alexander Kristoff | Katjoesja                   | z.t.     |
| 4                            | Roeslan Tleoebajev | Astana                      | z.t.     |
| 5                            | Danilo Napolitano  | Wanty-Groupe Gobert         | z.t.     |
| 6                            | Daniele Colli      | Neri Sottoli.it-Yellow Fluo | z.t.     |
| 7                            | Alessandro Bazzana | Unitedhealthcare            | z.t.     |
| 8                            | Marcel Kittel      | Giant-Shimano               | z.t.     |
| 9                            | Kenneth Vanbilsen  | Topsport Vlaanderen-Baloise | z.t.     |
| 10                           | Marco Canola       | Bardiani CSF                | z.t.     |
|                              |                    |                             |          |
| 20                           | Niki Terpstra      | Omega Pharma-Quick-Step     | z.t.     |

| Algemeen klassement |                          |                             |          |
| Plaats              | Naam                     | Ploeg                       | Tijd     |
| Witte trui          | Gert Steegmans           | Omega Pharma-Quick-Step     | 8u57'45" |
| 2                   | Oscar Gatto              | Cannondale                  | +1"      |
| 3                   | Kenneth Vanbilsen        | Topsport Vlaanderen-Baloise | +3"      |
| 4                   | Niki Terpstra            | Omega Pharma-Quick-Step     | +5"      |
| 5                   | Mauro Finetto            | Neri Sottoli.it-Yellow Fluo | +9"      |
| 6                   | Vincent Jérôme           | Team Europcar               | z.t.     |
| 7                   | Guillaume Van Keirsbulck | Omega Pharma-Quick-Step     | z.t.     |
| 8                   | Arnaud Démare            | FDJ.fr                      | +14"     |
| 9                   | Luke Durbridge           | Orica-GreenEdge             | +20"     |
| 10                  | Alexander Kristoff       | Katjoesja                   | +24"     |

### 3e etappe (a)
| De Panne – De Panne (109,7 km) |                     |                             |          |
| Plaats                         | Naam                | Ploeg                       | Tijd     |
| Winnaar                        | Sacha Modolo        | Lampre-Merida               | 2u22'20" |
| 2                              | Andrea Guardini     | Astana                      | z.t.     |
| 3                              | Kenny van Hummel    | Androni Giocattoli          | z.t.     |
| 4                              | Kenneth Vanbilsen   | Topsport Vlaanderen-Baloise | z.t.     |
| 5                              | Ralf Matzka         | Team NetApp-Endura          | z.t.     |
| 6                              | Michael Van Staeyen | Topsport Vlaanderen-Baloise | z.t.     |
| 7                              | Nicola Ruffoni      | Bardiani CSF                | z.t.     |
| 8                              | Alexander Kristoff  | Katjoesja                   | z.t.     |
| 9                              | Francesco Chicchi   | Neri Sottoli.it-Yellow Fluo | z.t.     |
| 10                             | Youcef Reguigui     | MTN-Qhubeka                 | z.t.     |

| Algemeen klassement |                          |                             |           |
| Plaats              | Naam                     | Ploeg                       | Tijd      |
| Witte trui          | Gert Steegmans           | Omega Pharma-Quick-Step     | 11u20'05" |
| 2                   | Kenneth Vanbilsen        | Topsport Vlaanderen-Baloise | +3"       |
| 3                   | Niki Terpstra            | Omega Pharma-Quick-Step     | +5"       |
| 4                   | Mauro Finetto            | Neri Sottoli.it-Yellow Fluo | +9"       |
| 5                   | Vincent Jérôme           | Team Europcar               | z.t.      |
| 6                   | Guillaume Van Keirsbulck | Omega Pharma-Quick-Step     | z.t.      |
| 7                   | Luke Durbridge           | Orica-GreenEdge             | +20"      |
| 8                   | Alexander Kristoff       | Katjoesja                   | +24"      |
| 9                   | Sacha Modolo             | Lampre-Merida               | +25"      |
| 10                  | Yves Lampaert            | Topsport Vlaanderen-Baloise | +26"      |

### 3e etappe (b)
| De Panne – De Panne (14,3 km (ITT)) |                          |                               |        |
| Plaats                              | Naam                     | Ploeg                         | Tijd   |
| Winnaar                             | Maciej Bodnar            | Cannondale                    | 17'51" |
| 2                                   | Jan Bárta                | Team NetApp-Endura            | +3"    |
| 3                                   | David Boucher            | FDJ.fr                        | +6"    |
| 4                                   | Luke Durbridge           | Orica-GreenEdge               | +7"    |
| 5                                   | Guillaume Van Keirsbulck | Omega Pharma-Quick-Step       | +11"   |
| 6                                   | Marcel Kittel            | Giant-Shimano                 | +13"   |
| 7                                   | Kristjan Koren           | Cannondale                    | +14"   |
| 8                                   | Johan Le Bon             | FDJ.fr                        | +16"   |
| 9                                   | Sander Cordeel           | Vastgoedservice Golden Palace | z.t.   |
| 10                                  | Rob Ruijgh               | Vastgoedservice Golden Palace | +25"   |

## Eindklassementen
| Plaats     | Naam                     | Ploeg                         | Tijd      |
| ---------- | ------------------------ | ----------------------------- | --------- |
| Witte trui | Guillaume Van Keirsbulck | Omega Pharma-Quick-Step       | 11u38'16" |
| 2          | Luke Durbridge           | Orica-GreenEdge               | +7"       |
| 3          | Gert Steegmans           | Omega Pharma-Quick-Step       | +8"       |
| 4          | Niki Terpstra            | Omega Pharma-Quick-Step       | +15"      |
| 5          | Marcel Kittel            | Giant-Shimano                 | +21"      |
| 6          | Vincent Jérôme           | Team Europcar                 | +25"      |
| 7          | Mauro Finetto            | Neri Sottoli.it-Yellow Fluo   | +27"      |
| 8          | Alexander Kristoff       | Katjoesja                     | +32"      |
| 9          | Rob Ruijgh               | Vastgoedservice Golden Palace | +33"      |
| 10         | Aleksandr Porsev         | Katjoesja                     | z.t.      |
| 11         | Yves Lampaert            | Topsport Vlaanderen-Baloise   | +34"      |
| 12         | Daniele Colli            | Neri Sottoli.it-Yellow Fluo   | +35"      |
| 13         | Kenneth Vanbilsen        | Topsport Vlaanderen-Baloise   | +43"      |
| 14         | Julien Vermote           | Omega Pharma-Quick-Step       | +44"      |
| 15         | Davide Cimolai           | Lampre-Merida                 | +46"      |
| 16         | Vegard Breen             | Lotto-Belisol                 | +59"      |
| 17         | Matthieu Ladagnous       | FDJ.fr                        | +1'03"    |
| 18         | Marco Canola             | Bardiani CSF                  | +1'06"    |
| 19         | Roeslan Tleoebajev       | Astana                        | +1'12"    |
| 20         | James Vanlandschoot      | Wanty-Groupe Gobert           | +1'36"    |

| Plaats      | Naam               | Ploeg                       | Punten |
| ----------- | ------------------ | --------------------------- | ------ |
| Groene trui | Sacha Modolo       | Lampre-Merida               | 30     |
| 2           | Kenneth Vanbilsen  | Topsport Vlaanderen-Baloise | 30     |
| 3           | Alexander Kristoff | Katjoesja                   | 20     |
|             |                    |                             |        |
| 17          | Niki Terpstra      | Omega Pharma-Quick-Step     | 8      |

| Plaats    | Naam               | Ploeg                       | Punten |
| --------- | ------------------ | --------------------------- | ------ |
| Rode trui | Tim De Troyer      | Wanty-Groupe Gobert         | 39     |
| 2         | Jay Robert Thomson | MTN-Qhubeka                 | 31     |
| 3         | Stijn Steels       | Topsport Vlaanderen-Baloise | 22     |
|           |                    |                             |        |
| 7         | Niki Terpstra      | Omega Pharma-Quick-Step     | 5      |

| Plaats      | Naam           | Ploeg                       | Tijd |
| ----------- | -------------- | --------------------------- | ---- |
| Blauwe trui | Stijn Steels   | Topsport Vlaanderen-Baloise | 9    |
| 2           | Gert Steegmans | Omega Pharma-Quick-Step     | 9    |
| 3           | Niki Terpstra  | Omega Pharma-Quick-Step     | 4    |

## Klassementenverloop
| Etappe       | Winnaar       | Algemeen klassement ·    | Puntenklassement · | Bergklassement · | Rushes ·       | Ploegenklassement       |
| ------------ | ------------- | ------------------------ | ------------------ | ---------------- | -------------- | ----------------------- |
| 1            | Peter Sagan   | Peter Sagan              | Peter Sagan        | Tim De Troyer    | Stijn Steels   | Omega Pharma-Quick-Step |
| 2            | Sacha Modolo  | Gert Steegmans           | Kenneth Vanbilsen  | Tim De Troyer    | Gert Steegmans | Omega Pharma-Quick-Step |
| 3 (a)        | Sacha Modolo  | Gert Steegmans           | Sacha Modolo       | Tim De Troyer    | Stijn Steels   | Omega Pharma-Quick-Step |
| 3 (b)        | Maciej Bodnar | Guillaume Van Keirsbulck | Sacha Modolo       | Tim De Troyer    | Stijn Steels   | Omega Pharma-Quick-Step |
| 0Eindstanden | 0Eindstanden  | Guillaume Van Keirsbulck | Sacha Modolo       | Tim De Troyer    | Stijn Steels   | Omega Pharma-Quick-Step |

1977 · 1978 · 1979 · 1980 · 1981 · 1982 · 1983 · 1984 · 1985 · 1986 · 1987 · 1988 · 1989 · 1990 · 1991 · 1992 · 1993 · 1994 · 1995 · 1996 · 1997 · 1998 · 1999 · 2000 · 2001 · 2002 · 2003 · 2003 · 2004 · 2005 · 2006 · 2007 · 2008 · 2009 · 2010 · 2011 · 2012 · 2013 · 2014 · 2015 · 2016 · 2017 · 2018 · 2019 · 2020 · 2021 · 2022 · 2023 · 2024

Lijst van beklimmingen
Etappewedstrijden

 Ster van Bessèges ·
 Ronde van de Middellandse Zee ·
 Ruta del Sol ·
 Ronde van de Algarve ·
 Ronde van de Haut-Var ·
 Driedaagse van West-Vlaanderen ·
 Internationale Wielerweek ·
 Internationaal Wegcriterium ·
 Driedaagse van De Panne-Koksijde ·
 Ronde van de Sarthe ·
 Ronde van Trentino ·
 Ronde van Turkije ·
 Vierdaagse van Duinkerke ·
 Ronde van Azerbeidzjan ·
 Szlakiem Grodów Piastowskich ·
 Ronde van Castilië en León ·
 Ronde van Picardië ·
 Ronde van Noorwegen ·
 World Ports Classic ·
 Ronde van Beieren ·
 Ronde van België ·
 Tour des Fjords ·
 Ronde van Estland ·
 Ronde van Luxemburg ·
 Boucles de la Mayenne ·
 Ster ZLM Toer ·
 Ronde van Slovenië ·
 Route du Sud ·
 Ronde van Oostenrijk ·
 Sibiu Cycling Tour ·
 Ronde van Wallonië ·
 Ronde van Portugal ·
 Ronde van Denemarken ·
 Ronde van de Ain ·
 Ronde van Burgos ·
 Arctic Race of Norway ·
 Ronde van de Limousin ·
 Ronde van Poitou-Charentes ·
 Ronde van Groot-Brittannië ·
 Ronde van Gévaudan Languedoc-Roussillon ·
 Eurométropole Tour
Eendaagse wedstrijden

 GP La Marseillaise ·
 Grote Prijs van de Etruskische Kust ·
 Trofeo Palma ·
 Trofeo Ses Salines ·
 Trofeo Serra de Tramuntana ·
 Trofeo Platja de Muro ·
 Trofeo Laigueglia ·
 Ronde van Murcia ·
 Omloop Het Nieuwsblad ·
 Classic Sud Ardèche ·
 GP Lugano ·
 Clásica de Almería ·
 Kuurne-Brussel-Kuurne ·
 La Drôme Classic ·
 Le Samyn ·
 GP Città di Camaiore ·
 Strade Bianche ·
 Roma Maxima ·
 Ronde van Drenthe ·
 Dwars door Drenthe ·
 Nokere Koerse ·
 GP Nobili Rubinetterie ·
 Handzame Classic ·
 Classic Loire-Atlantique ·
 Grote Prijs van Cholet-Pays de Loire ·
 Dwars door Vlaanderen ·
 Route Adélie de Vitré ·
 Volta Limburg Classic ·
 Grote Prijs Miguel Indurain ·
 Ronde van La Rioja ·
 Scheldeprijs ·
 GP Cerami ·
 Klasika Primavera ·
 Parijs-Camembert ·
 Brabantse Pijl ·
 GP Denain ·
 Ronde van de Finistère ·
 Tro Bro Léon ·
 Ronde van Keulen ·
 La Roue Tourangelle ·
 Rund um den Finanzplatz Eschborn-Frankfurt ·
 Ronde van de Somme ·
 ProRace Berlin ·
 Grote Prijs van Plumelec ·
 Boucles de l'Aulne ·
 Ronde van Zeeland Seaports ·
 GP Kanton Aargau ·
 Ronde van Limburg ·
 Ronde van de Apennijnen ·
 Halle-Ingooigem ·
 Prueba Villafranca de Ordizia ·
 GP Industria & Artigianato-Larciano ·
 Ronde van Toscane ·
 Circuito de Getxo ·
 Polynormande ·
 RideLondon Classic ·
 GP Stad Zottegem ·
 Arnhem-Veenendaal Classic ·
 Châteauroux Classic de l'Indre ·
 Druivenkoers Overijse ·
 Brussels Cycling Classic ·
 GP Fourmies ·
 Ronde van de Doubs ·
 GP Jef Scherens ·
 Coppa Bernocchi ·
 GP van Wallonië ·
 Coppa Agostoni ·
 Ronde van de Drie Valleien ·
 Kampioenschap van Vlaanderen ·
 Grote Prijs Impanis-Van Petegem ·
 Memorial Marco Pantani ·
 GP Industria & Commercio di Prato ·
 GP van Isbergues ·
 Omloop van het Houtland ·
 Duo Normand ·
 Milaan-Turijn ·
 Ronde van het Münsterland ·
 Ronde van de Vendée ·
 Memorial Frank Vandenbroucke ·
 Coppa Sabatini ·
 Parijs-Bourges ·
 Ronde van Emilia ·
 Parijs-Tours ·
 GP Beghelli ·
 Nationale Sluitingsprijs ·
 Chrono des Nations